# 김순남 (작곡가)
김순남(金順男, 1917년 5월 28일 ~ 1983년)은 작곡가이며 피아니스트이다. 본명은 김현명(金顯明)이다. 대표작으로는 김소월의 시에 부친 〈산유화〉, 월북하면서 대한민국에 남긴 딸을 그리워 하며 작곡한 〈자장가〉등이 있다.

## 생애
서울특별시 종로구 낙원동에서 태어났고, 경성사범학교를 졸업하였다. 일본으로 건너가 1938년에는 도쿄 고등음악학원 본과 작곡부에 입학하였다. 당시 일본 프롤레타리아 음악계의 하라 다로를 만나서 많은 영향을 받았다.
귀국 후에는 첫 해방가요 〈건국행진곡〉을 작곡하였다. 〈농민가〉, 〈해방의 노래〉, 임화의 시에 곡을 붙인 〈인민항쟁가〉도 그의 작품으로서 널리 불렸다. 극작가 함세덕 원작으로 인민 봉기를 다룬 연극 《태백산맥》(1947)의 음악 담당자를 맡기도 했다.
남로당 당원이었으며 좌익 예술가 단체인 조선음악건설본부, 조선음악가동맹에 가입해 활동하다가 1947년 이후 좌익 활동이 불법화되자 월북하였다. 조선민주주의인민공화국에서 연극 《산사람》(1948)의 음악을 맡는 등 존경을 받는 음악인으로 활동하였고, 1952년에 소련으로 유학해 모스크바의 차이콥스키음악원에서 하차투리안에게 배우기도 했다.
그러나 1953년에 소환 명령을 받은 직후 귀국했고, 조선민주주의인민공화국 내부의 사상투쟁에 연루되어 강한 비판을 받았다. 남로당 계열이 급격히 몰락하면서 김순남과 가깝게 지내던 임화, 설정식 등이 처형 당했기 때문으로 추측된다.
1950년대 후반 함경남도 신포조선소의 주물 노동자로 숙청되었으나, 1964년에 복권되어 교성곡 '남녘의 원한을 잊지 말아라', 바이올린 독주곡 '이른 봄' 과 함경남도 일대의 여러 민요 등 전통음악 채보 자료를 발표했다.
그러나 얼마 후 결핵으로 인해 건강이 악화되었고, 평양과 함경남도 등지의 요양소를 전전하는 투병 생활을 했다고 전해진다. 1983년쯤 사망한 것으로 추정된다.

## 사후
방송인 김세원은 김순남의 하나뿐인 딸이다. 대한민국에서는 1988년이 되어서야 해금되었고, 그 이후에 재평가 되었다. 외동딸 김세원은 세계 각국에서 직접 아버지의 지인들을 만나고 자료를 모아 《나의 아버지 김순남》을 간행했다.
대한민국에서는 80년대까지 조선민주주의인민공화국에서는 숙청 뒤 복권되었지만 병으로 작품활동을 그만두고 이후 북한 당국과 음악계에서 의도적으로 그를 재조명하지 않아서 김순남의 작품 연구에는 한계가 있다. 해금 후 발표된 각종 연구 자료들과 자필 악보 등의 자료들이 선보이면서 서구 음악계의 최신 조류를 흡수함과 동시에 전통음악 요소를 전면에 내세우는 창작 태도가 특히 높은 평가를 받았다. 그러나 현재 완전한 형태로 남아 있는 작품은 두 편의 가곡집과 해방가요 몇 편 정도다.
악보가 분실, 소실되거나 일부만 남아 있는 작품들 중에는 교향곡(교향곡 제 1번)과 협주곡(피아노 협주곡 D조), 그랜드 오페라(인민유격대)가 있으며, 세 곡 모두 한반도 최초로 각 장르에서 선보여진 작품이라는 점에서 큰 의미를 지니고 있다. 현재 발굴된 자료로는 피아노 협주곡 1악장과 2악장 일부의 피아노 두 대용 자필 악보만이 확인되고 있다.
1990년에 범민족통일음악회 참석차 방북한 음악학자 노동은이 조선민주주의인민공화국 음악계 인사들과의 비공식적인 대화를 통해 최초로 불완전하나마 김순남의 월북 후 행적을 기록했으며 이후 자신의 연구 결과 등을 종합해 최초의 전기를 출판했다. 백남준도 월간지 '객석'에 해방 시기의 김순남에 대해 회고하는 글을 특별히 싣기도 했다.

## 같이 보기
- 조선음악건설본부

## 참고자료
- 조영복 (2002년 9월 10일). 〈김순남 - 민족의 미래를 노래한 정결한 혼의 음악가〉. 《월북 예술가, 오래 잊혀진 그들》. 서울: 돌베개. ISBN 9788971991503.
- 송방송 (2012년 10월 1일). 62~161쪽. 《한겨레음악인대사전》. 서울: 보고사. ISBN 9788984334632